# Jay Fulton
Jay Fulton (Bolton, Anglia, 1994. április 1. –) skót labdarúgó, aki jelenleg a Swansea Cityben játszik, középpályásként.

## Pályafutása

### Falkirk
Fulton 2011. április 12-én, a Partick Thistle ellen mutatkozott be a Falkirk első csapatában, egy másodosztályú bajnokin. A szezon során még egy alkalommal kapott játéklehetőséget.

### Swansea City
2014 januárjában az átigazolási időszak utolsó napján leigazolta a Swansea City, két és fél éves szerződést kötve vele. A walesi székhelyű, de Angliában szereplő klub nem hozta nyilvánosságra a játékos vételárát. Április 26-án, egy Aston Villa elleni meccsen mutatkozott be a Premier League-ben, a 83. percben beállva. Jó teljesítménye miatt a Swansea a szezon végén új, négy évre szóló szerződést kötött vele.. Első gólját 2016. augusztus 23-án, egy Peterborough United elleni Ligakupa-meccsen szerezte a csapatban.

## Magánélete
Fulton nagyapja és apja is labdarúgó volt. Nagyapja, Norrie Fulton a Pollok játékosa volt és győztes gólt szerzett a Scottish Junior Cup döntőjében. Apja, Steve Fulton pályafutása nagy részét a Celticben, a Falkirkben és a Heartsben töltötte. Jay születése idején az angol Bolton Wanderersben játszott. Jay testvérei, Dale és Tyler szintén a Falkirk ifiakadémiáján kezdtek el futballozni.

## Külső hivatkozások
- Jay Fulton pályafutásának statisztikái a Soccerbase oldalon (angolul)